# Louis Agricola Bauer

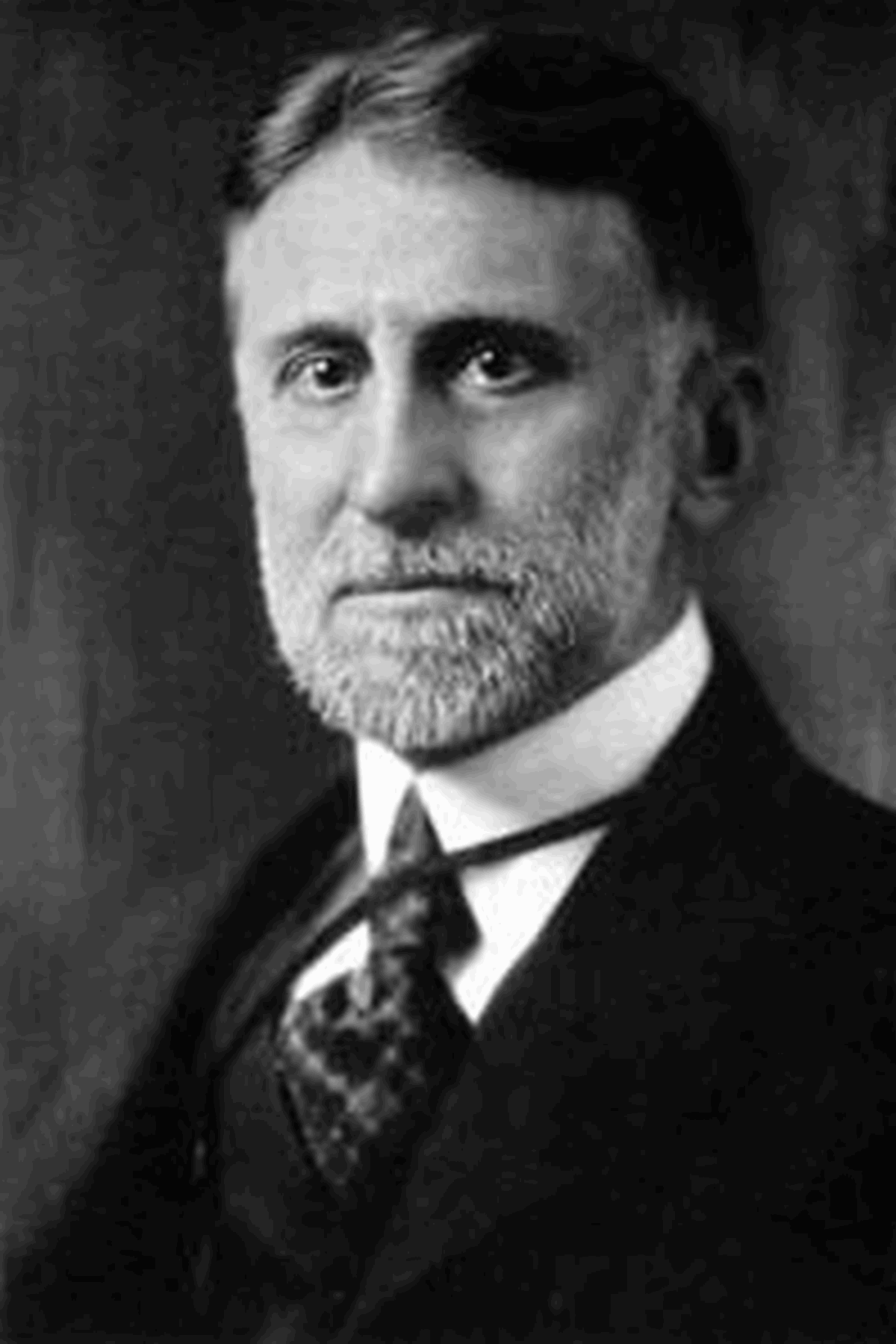
Louis Agricola Bauer

Louis Agricola Bauer (* 26. Januar 1865 in Cincinnati, Ohio; † 12. April 1932 in Washington, D.C.) war ein US-amerikanischer Geophysiker, der bedeutende Arbeiten zum Geomagnetismus geleistet hat.

## Leben
Bauer wurde als Sohn deutscher Einwanderer in Cincinnati geboren, wo er an der dortigen Universität bis 1888 studierte. Anschließend ging er als wissenschaftliche Hilfskraft zur US-amerikanischen Landvermessungsbehörde (U.S. Coast and Geodetic Survey), dort arbeitete er in der Rechenabteilung bei Carl Anton Schott. Von 1892 bis 1895 studierte er an der Friedrich-Wilhelms-Universität in Berlin, wo er mit einer Arbeit über die Veränderung des Erdmagnetfeldes promoviert wurde. Nach seiner Rückkehr aus Europa lehrte er als Instructor von 1895 bis 1896 mathematische Physik an der University of Chicago und von 1897 bis 1899 an der University of Cincinnati. Nach Anstellungen in verschiedenen Institutionen wechselte er 1904 an die 1902 gegründete Carnegie Institution for Science in Washington, D.C. und wurde erster Direktor des Department of Terrestrial Magnetism. In dieser Position initiierte er die Einrichtung zahlreicher Messstationen in den Vereinigten Staaten und leistete wichtige Beiträge zur Theorie des Geomagnetismus. Außerdem war er in der International Union of Geodesy and Geophysics aktiv.
1912 wurde er zum Mitglied der American Academy of Arts and Sciences gewählt. Im Dezember 1924 wurde er als auswärtiges korrespondierendes Mitglied in die Russische Akademie der Wissenschaften aufgenommen.
Er starb im Alter von 67 Jahren durch Suizid und wurde auf dem Rock Creek Cemetery in Washington, D.C. beigesetzt.